# Inselbahn Spiekeroog 6
Die zweiachsige Diesellokomotive Inselbahn Spiekeroog 6 wurde von der Christoph Schöttler Maschinenfabrik GmbH mit hydraulischer Kraftübertragung für die Spiekerooger Inselbahn gebaut und dort bis zum Betriebsende eingesetzt. Danach kam sie zur Inselbahn Langeoog, wo die Lok auch heute noch (2020) vorhanden ist. 

## Geschichte und Einsatz
Die Lok gehört zur Typenreihe Schöma CFL 80 DB. Von den Lokomotiven dieser Typenreihe ist lediglich eine Maschine in der Normalspur bekannt. 
Die Lokomotive 6 wurde am 30. Oktober 1965 auf der Inselbahn fabrikneu in Dienst gestellt, nachdem sie ihre Probefahrt vom Anleger zum Betriebsbahnhof durchgeführt hatte. Die Lokomotive, die die Lok 2 im Dienst ablöste, wurde im Wesentlichen im Gepäck- sowie Güterverkehr eingesetzt, in Hauptverkehrszeiten war die Beförderung des zweiten Personenzuges ihre Aufgabe. Bis zum Betriebsende 1981 führte die Lok diese Dienste aus.
Danach kam die Lok zur Inselbahn Langeoog und erhielt dort die Bezeichnung Kö 4. Dort wird die Lokomotive im Güterzugdienst eingesetzt, durch ihre Kupplungseinrichtung ist die Beförderung von Personenzügen nicht möglich. Bei einer Hauptausbesserung wurde die Lokomotive wie alle anderen Loks der Inselbahn Langeoog rot lackiert.

## Konstruktive Merkmale
Entgegen der Lok 4 ist die Lokomotive mit einem Mittelführerstand und einem größeren Vorbau für die Maschinenanlage sowie einem kleineren Vorbau für die Hilfsbetriebe ausgerüstet. Maschinentechnisch hat die Lokomotive einem 6-Zylinder-Viertakt-Dieselmotor von Daimler-Benz OM 352, seine Leistung ist mit 88 PS angegeben. Die Kraft wird über ein Strömungsgetriebe mit angeflanschtem Wendegetriebe über Gelenkwellen auf beide Achsen übertragen.
Ursprünglich waren die Aufbauten der Lok grün und das Fahrwerk rot lackiert, bei der Hauptausbesserung 1999 anlässlich eines Motorschadens erhielt die Lokomotive den roten Anstrich der Inselbahn Langeoog. Dabei wurde auch die Höhe des Führerhauses um 16 cm vergrößert, außerdem erhielt die Lok andere Motorklappen. Die Kuppelmöglichkeit der Lok mit der kombinierten Mittelpuffer-Balancierhebelkuppling wurde nicht geändert, sodass die Lokomotive für die neuen Personenwagen der Inselbahn Langeoog, ausgerüstet mit Scharfenbergkupplung, nicht geeignet ist. Sie besitzt eine Handbremse.